# 시럽 목록
다음은 저명한 시럽 목록이다.

## 시럽
- 사탕수수 시럽
- 청 (음식)
- 초콜릿 시럽
- 옥수수 시럽
- 감기약 시럽
- 고과당 옥수수 시럽
- 대추야자 꿀
- 사탕수수즙
- 글루코스 시럽
- 그레나딘 시럽
- 전화당시럽
- 메이플 시럽
- 물엿
- 당밀
- 장미수
- 스쿼시 (음료)
- 사탕무 시럽

### 시럽 브랜드
- 허쉬 (기업)
- 카로(Karo)
- 네스퀵

## 같이 보기
- 벌꿀